# Halestorm
Halestorm er et amerikansk rockband fra Red Lion, Pennsylvania. Bandet blev grundlagt i 1997 og udgav deres debutalbum i 2009 ved Atlantic Records. Det består af vokalist og guitarist Lzzy Hale, hendes bror, trommeslager Arejay Hale, guitarist Joe Hottinger og bassist Josh Smith.
Halestorm er kendt for deres store turnéer, hvor de ofte optræder med op til 250 koncerter om året ved festivaler verden rundt.
 De har også turneret med artister som Alice Cooper, Chevelle, Seether, Staind, Papa Roach, Three Days Grace, Disturbed, Shinedown, Avenged Sevenfold, Stone Sour, Skillet, Evanescence, Sevendust, Godsmack og Bullet for My Valentine.

## Diskografi
Studio albums
- Halestorm (2009)
- The Strange Case Of... (2012)
- Into the Wild Life (2015)
- Vicious (2018)
- Back from the Dead (2022)
- Everest (2025)